# Stygobromus ozarkensis
Stygobromus ozarkensis är en kräftdjursart som först beskrevs av John R. Holsinger 1967. Stygobromus ozarkensis ingår i släktet Stygobromus, och familjen Crangonyctidae. IUCN kategoriserar arten globalt som sårbar. Inga underarter finns listade i Catalogue of Life.